# خوجين
خوجين هي قرية في مقاطعة خلخال، إيران. عدد سكان هذه القرية هو 2,720 في سنة 2006.